# 田口勝彦 (テレビドラマ監督)
田口 勝彦（たぐち かつひこ、1931年1月24日 - 2020年4月27日）は、日本の映画監督、テレビドラマの演出家、アニメーション監督、脚本家。脚本家としてのペンネームは山崎久、田口章一。岡山県津山市出身。シナリオ協会作家会員。日本映画監督協会会員。

## 略歴
日本大学芸術学部卒業後、東映へ入社。編集業務を経て、1年後に演出部へ異動。東映東京撮影所で1961年の『ファンキーハットの快男児シリーズ』である『ファンキーハットの快男児』、『ファンキーハットの快男児 二千万円の腕』の助監督を経て、東映東京制作所でテレビドラマの監督として活動。1966年に『悪魔くん』で監督としてデビューし、初期の「仮面ライダーシリーズ」や「スーパー戦隊シリーズ」のローテーション監督として同シリーズを支えた。
アニメーション演出家としての顔も持ち、脚本で参加していた『宇宙大帝ゴッドシグマ』では、体調不良のため降板した神田武幸の代行で、第11話よりチーフディレクターに就任した。特に同作品の後半は田口のセンスが反映されており、当時としては斬新な展開をみせた。
引き続き『宇宙大帝ゴッドシグマ』の後番組『百獣王ゴライオン』のチーフフディレクターに就任。この『百獣王ゴライオン』では物語開始前に地球は戦争で滅んでいるというロボットアニメとして異色の設定のストーリーを展開して話題となった。『百獣王ゴライオン』は後にアメリカに『ボルトロン』というタイトルで輸出されて大ヒットした。
また、アニメの監督としては宇宙戦艦ヤマトのシリーズの1つ、『宇宙戦艦ヤマト 新たなる旅立ち』の演出も手がけた。この作品はテレビスペシャルだったが、30%を越える高視聴率を記録し、後に劇場公開されている。
実写作品の演出では、『超人バロム・1』がパイロット監督と最終回の演出を含む35本中25本という最多演出であり、アニメ作品におけるシリーズディレクターに近い役割を担い代表作といえる。他には『仮面ライダー』の2号ライダーの時期や『秘密戦隊ゴレンジャー』でローテーションに入っており、番組の節目になる重要な話の演出も多く手がけた。
「山崎久」「田口章一」というペンネームで脚本家として参加することも多く、とくに「田口章一」名義で参加した『超電磁マシーン ボルテスV』等の長浜忠夫の総監督のロボットアニメで、重厚な人間ドラマのシナリオを多く執筆している。脚本家「田口章一」としては、田口は東映の社員であったにもかかわらず東映作品だけでなくタツノコプロの作品の脚本も多く手がけていた。
1991年に東映を退社。その後は専門学校講師などを務めていたが、2020年4月27日に死去。89歳没。

## エピソード

### 『仮面ライダー』関連
『仮面ライダー』への参加は番組初期から東映生田スタジオ所長の内田有作に呼びかけられていたが、宣弘社制作の『ガッツジュン』へ参加していたため、当初は山崎久名義で脚本を担当し、『ガッツジュン』終了後の第3クールから監督として参加した。
『仮面ライダー』を担当するにあたっては、ライバル番組であるウルトラシリーズへの対抗するテーマとして「恐怖」を掲げ、その傾向は『超人バロム・1』で更に発展していく。
「仮面ライダーがジャンプすると場所が変わる」という演出は田口が確立した。

### 『秘密戦隊ゴレンジャー』関連
『秘密戦隊ゴレンジャー』では、仮面ライダーシリーズなどと異なり5人が主役であるため、各話ごとに目立たせる1人を絞り込んだ。演出でも5人いる場面でメインの1人をアップで映したり、尺を長く撮るなどしたが、この手法はメイン以外の俳優から反感を買うことがあったという。
敵である仮面怪人についても個性を立てることを重視し、怪人の戦略・戦術によってゴレンジャー側の行動にも変化を生じさせ、視聴者が飽きないよう工夫した。後半でコミカルな怪人が増えたことについては「個性豊かになりすぎた」と述べつつも、その点が仮面ライダーシリーズとの大きな差異になったと評している。1番好きな怪人として第36話の軍艦仮面を挙げている。
特撮にかける予算や技術がないため、ゴレンジャーや仮面怪人の能力を日常的な道具による現場特撮で演出することが多かった。田口は、日常的な道具を使ったことで視聴者に現実とのつながりを認識させることができたと言い、自身は毎回アイディアを練るのが楽しかったと述べている。

## 監督作品

### 劇場映画
- ガンマー第3号 宇宙大作戦（協力監督）
- ジャッカー電撃隊VSゴレンジャー

### テレビドラマ
- 悪魔くん
- キャプテンウルトラ
- ジャイアントロボ
- 河童の三平 妖怪大作戦
- 柔道一直線
- ブラックチェンバー
- プレイガール
- フラワーアクション009ノ1
- 江戸川乱歩シリーズ 明智小五郎
- 仮面ライダーシリーズ
  - 仮面ライダー
  - 仮面ライダーV3
  - 仮面ライダーX
  - 仮面ライダーアマゾン
  - 仮面ライダー (スカイライダー)
- ガッツジュン
- 好き! すき!! 魔女先生
- 超人バロム・1
- どっこい大作
- イナズマン
- イナズマンF
- 秘密戦隊ゴレンジャー
- アクマイザー3
- ザ・カゲスター
- 超神ビビューン
- ジャッカー電撃隊
- 5年3組魔法組
- スパイダーマン

### テレビアニメ
- ピンク・レディー物語 栄光の天使たち
- 宇宙大帝ゴッドシグマ
- 百獣王ゴライオン
- 宇宙戦艦ヤマト 新たなる旅立ち

## 脚本作品

### 田口勝彦名義

#### 劇場映画
- 青春賛歌 暴力学園大革命
- 男組

#### テレビドラマ
- プレイガール
- 全員集合!7人の仮面ライダー!!（構成）

#### テレビアニメ
- ベムベムハンターこてんぐテン丸
- サイコアーマー・ゴーバリアン

### 山崎久名義

#### テレビドラマ
- 仮面ライダー
- 超人バロム・1
- イナズマンF
- どっこい大作
- 仮面ライダー (スカイライダー)
- 仮面ライダーBLACK

#### テレビアニメ
- ピンクレディー物語 栄光の天使たち
- 宇宙大帝ゴッドシグマ

### 田口章一名義

#### テレビアニメ
- 破裏拳ポリマー
- 宇宙の騎士テッカマン
- 超電磁ロボ コン・バトラーV
- ブロッカー軍団IVマシーンブラスター
- 超電磁マシーン ボルテスV
- 無敵超人ザンボット3
- 闘将ダイモス
- 無敵鋼人ダイターン3
- 未来ロボ ダルタニアス
- 宇宙大帝ゴッドシグマ

## コメンタリー出演
- 超人バロム・1DVD映像特典  - 平山亨との対談